# 华旗食品
天津市华旗食品有限公司（英文：Huaqi Hawthorn），是一家总部位于天津的山楂果汁生产及销售商，成立于1991年，为中国农业产业化国家重点龙头企业，是中国第一家完全掌控从原料供应到销售成品全产业链的国内果汁型企业，其生产的山楂果茶于京津地区有极大声誉。